# Kaparoqtalik Glacier
Kaparoqtalik Glacier är en glaciär i Kanada.   Den ligger i territoriet Nunavut, i den nordöstra delen av landet, 3 100 km norr om huvudstaden Ottawa. Kaparoqtalik Glacier ligger 241 meter över havet.
Terrängen runt Kaparoqtalik Glacier är varierad. Havet är nära Kaparoqtalik Glacier söderut. Trakten är glest befolkad. Det finns inga samhällen i närheten.